# Los Rubios
Los Rubios es una pedanía del municipio español de Granja de Torrehermosa, perteneciente a la provincia de Badajoz, comunidad autónoma de Extremadura.

## Situación
Se sitúa entre la pedanía de La Cardenchosa y el límite provincial con Córdoba, al sureste de Extremadura. Pertenece a la comarca de Campiña Sur y al Partido judicial de Llerena.
A punto de quedar despoblada, se crea la Asociación Cultural Aldea de Los Rubios para revitalizarla

## Historia
A la caída del Antiguo Régimen la localidad, entonces conocida como Rubios, se constituye en municipio constitucional en la región de Extremadura. Desde 1834 quedó integrado en el Partido judicial de Llerena.